# Armands Šķēle
Armands Šķēle (ur. 4 września 1983 w Rydze) – łotewski koszykarz, występujący na pozycjach rozgrywającego oraz rzucającego obrońcy.
Jego młodszy brat, Aigars jest również profesjonalnym koszykarzem.
W sezonie 2002/03, podczas wygranego 68-56 spotkania z Czarnymi Słupsk, ustanowił nowy, nadal aktualny rekord play-off PLK (odkąd wprowadzono oficjalne statystyki w sezonie 1998/99), notując 8 przechwytów.

## Osiągnięcia
Drużynowe
- Mistrz[2]:
  - FIBA EuroCup (2008)
  - Łotwy (1999, 2008, 2016, 2017)
  - Polski (2003)
  - Estonii (2011–2013)
- Wicemistrz Łotwy (2009)
- Zdobywca:
  - Pucharu Belgii (2005)
  - Superpucharu Belgii (2004/05)
- 2. miejsce w pucharze:
  - Polski (2004)
  - Belgii (2006)
  - Estonii (2012)

Indywidualne
- MVP finałów ligi:
  - łotewskiej (2008)[2]
  - estońskiej (2011)
- Najlepszy Młody Zawodnik PLK (2003 według Gazety[3], 2004 oficjalnie)
- Największy postęp PLK (2004 według Gazety)[3]
- Uczestnik[2]:
  - FIBA EuroCup All-Star Game (2004, 2008)
  - meczu gwiazd:
    - Polska – Gwiazdy PLK (2004)[4]
    - Ligi Bałtyckiej (2008)
    - ligi łotewskiej (2008, 2009, 2016, 2017)
- Zaliczony od składu All-KML Team (2011)
- Lider w przechwytach ligi łotewskiej (2009)

Reprezentacja
- Uczestnik mistrzostw:
  - Europy (2003 – 13. miejsce, 2005 – 13. miejsce, 2007 – 13. miejsce, 2009 – 13. miejsce, 2013 – 11. miejsce)[2]
  - Europy U–16 (1999 – 5. miejsce)[2]
  - Europy U–18 (2000)[2]
- Lider strzelców Eurobasketu U-18 (2000)